# تور وایکینگ
تور وایکینگ (به انگلیسی: Tor Viking) یک کشتی است که طول آن ۸۳٫۷۰ متر (۲۷۴ فوت ۷ اینچ) می‌باشد.